# Vincenzo Rigo
Vincenzo Rigo (* September 1943 in Brentonico) ist ein italienischer Filmregisseur und Drehbuchautor.

## Leben
Rigo begann seine Arbeit im Filmgeschäft als Kameramann verschiedener Dokumentarfilme wie Noi indiano Pueblos. 1974 inszenierte er seinen Erstling, den in Mailand spielenden Thriller Killer sind unsere Gäste. Zwei weitere Filme folgten, beides Komödien, die beim Publikum wie bei der Kritik keinen sonderlichen Anklang fanden. Bei allen seinen Werken war er auch als Drehbuchautor und/oder Filmeditor beschäftigt. Seither arbeitet Rigo für den 1977 entstandenen Fernsehsender Telereporter.

## Filmografie
- 1974: Killer sind unsere Gäste (Gli assassini sono nostro ospiti)
- 1976: Passi furtivi in una notte boia
- 1976: Lettomania